# Menceyato de Adeje

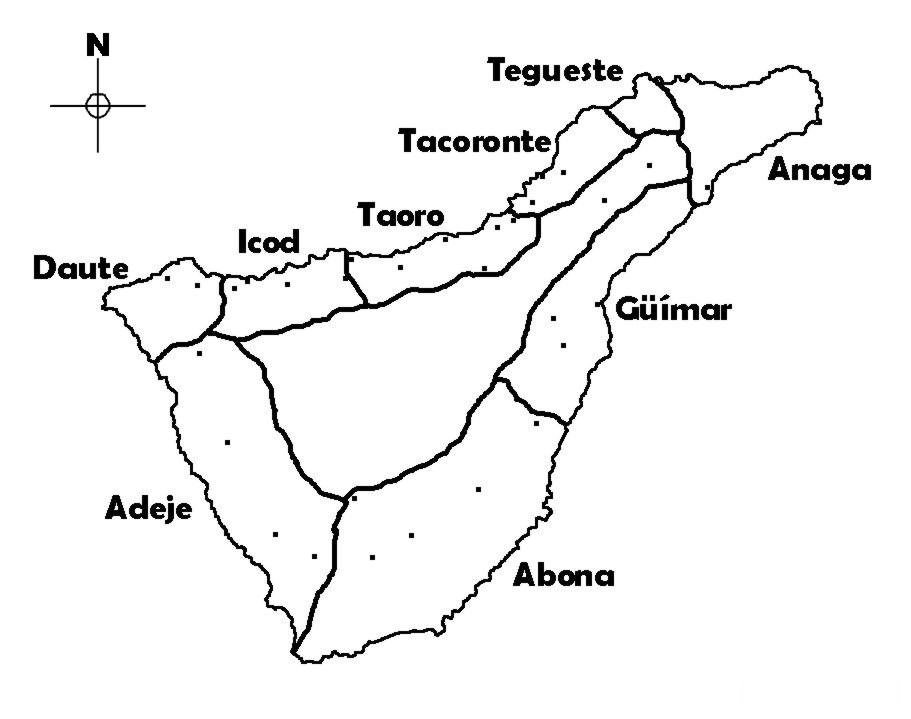
Menceyatos de Tenerife

Le Menceyato de Adeje était l'une des neuf collectivités territoriales des Guanches de l'île de Tenerife aux îles Canaries, au moment de la conquête de la Couronne de Castille dans le XVe siècle.
Ce royaume guanche était situé au sud-ouest de l'île et occupait les communes de Guía de Isora, Adeje, Santiago del Teide, ainsi que peut-être aussi une partie d'Arona.
Ses mencey bien connus (rois guanches) furent Betzenuriya, Pelinor, Tinerfe et Sunta.

## Note
1. ↑  Conquista y antiguedades de las islas de la Gran Canaria y su descripción, con muchas advertencias de sus privilegios, conquistadores, pobladores, y otras particularidades en la muy poderosa isla de Tenerife  (Trad.Spa :"La conquista e i reperti delle isole Gran Canaria con la loro descrizione, sui privilegi, i conquistatori, i coloni, e altre caratteristiche della potente isola di Tenerife")